# بشندغان
بشندغان (بالفارسية: پشندگان) هي قرية تقع في قسم بشتكوة موغوئي الريفي في إيران. يقدر عدد سكانها بـ 153 نسمة بحسب إحصاء 2016.